# Twierdzenie o dzieleniu z resztą

Z podziału dziesięciu jabłek (dzielna) na trzy grupy (iloraz) po trzy jabłka (dzielnik) pozostaje jedno jabłko (reszta), nie tworzące pełnej (trójelementowej) grupy jabłek.

Twierdzenie o dzieleniu z resztą – twierdzenie matematyczne mówiące o możliwości przedstawienia danej liczby całkowitej, dzielnej, w postaci sumy iloczynu ilorazu przez (niezerowy) dzielnik oraz reszty. Innymi słowy twierdzenie mówi, ile razy (iloraz) dana liczba (dzielnik) mieści się w całości w innej (dzielna) oraz jaka część (reszta) tej liczby nie została wydzielona. Stosuje się także skróconą wersję nazwy: twierdzenie o dzieleniu.
Twierdzenie to znajduje zastosowanie m.in. w znajdowaniu największego wspólnego dzielnika dwóch liczb całkowitych, a przy tym uogólnia się wprost na dziedziny ideałów głównych.

## Twierdzenie[1]
Jeżeli {\displaystyle a} i {\displaystyle d} są liczbami całkowitymi oraz {\displaystyle d\neq 0}, to istnieje dokładnie jedna taka para liczb całkowitych {\displaystyle q} i {\displaystyle r}, że
{\displaystyle a=qd+r} oraz {\displaystyle 0\leqslant r<|d|,}
gdzie {\displaystyle |d|} oznacza wartość bezwzględną {\displaystyle d.} Powyższe liczby mają swoje nazwy
- {\displaystyle q} nazywa się ilorazem,
- {\displaystyle r} nazywa się resztą,
- {\displaystyle d} nazywa się dzielnikiem,
- {\displaystyle a} nazywa się dzielną.

## Przykłady
- Jeśli {\displaystyle a=7} oraz {\displaystyle d=3,} to {\displaystyle q=2} oraz {\displaystyle r=1,} gdyż {\displaystyle 7=2\cdot 3+1.}
- Jeśli {\displaystyle a=7} oraz {\displaystyle d=-3,} to {\displaystyle q=-2} oraz {\displaystyle r=1,} gdyż {\displaystyle 7=(-2)\cdot (-3)+1.}
- Jeśli {\displaystyle a=-7} oraz {\displaystyle d=3,} to {\displaystyle q=-3} oraz {\displaystyle r=2,} gdyż {\displaystyle -7=(-3)\cdot 3+2.}
- Jeśli {\displaystyle a=-7} oraz {\displaystyle d=-3,} to {\displaystyle q=3} oraz {\displaystyle r=2,} gdyż {\displaystyle -7=3\cdot (-3)+2.}

## Dowód
Dowód składa się z dwóch części: pierwsza mówi o istnieniu {\displaystyle q} oraz {\displaystyle r,} druga – o ich jednoznaczności.

### Istnienie
Niech dany będzie zbiór {\displaystyle S} liczb postaci {\displaystyle a-nd,} gdzie {\displaystyle n} jest dowolną liczbą, tzn.
{\displaystyle S=\{a-nd\colon n\in \mathbb {Z} \}.}
Zbiór ten zawiera przynajmniej jedną nieujemną liczbę całkowitą; są dwa przypadki:
- jeśli {\displaystyle a\geqslant 0,} to można przyjąć {\displaystyle n=0;}
- jeśli {\displaystyle a<0,} to wystarczy wziąć {\displaystyle n=ad.}

W obu przypadkach {\displaystyle a-nd} jest liczbą nieujemną, zatem {\displaystyle S} zawiera przynajmniej jedną liczbę nieujemną. W ten sposób, z zasady dobrego uporządkowania, zbiór {\displaystyle S} musi zawierać najmniejszą nieujemną liczbę {\displaystyle r,} przy czym z definicji {\displaystyle r=a-nd} dla pewnego {\displaystyle n.} Wspomniane {\displaystyle n} będzie oznaczane dalej literą {\displaystyle q.} W związku z tym, porządkując równanie, uzyskuje się {\displaystyle a=qd+r.}
Pozostaje wykazać, że {\displaystyle 0\leqslant r<|d|.} Pierwsza nierówność wynika z wyboru {\displaystyle r} jako liczby nieujemnej. Aby pokazać drugą (ostrą) nierówność, przypuśćmy, że {\displaystyle r\geqslant |d|.} Ponieważ wówczas {\displaystyle d\neq 0} oraz {\displaystyle r>0,} to należy rozpatrzyć są dwa przypadki ze względu na znak {\displaystyle d\colon }
- Jeżeli {\displaystyle d>0,} to {\displaystyle r\geqslant d} pociąga, iż {\displaystyle a-qd\geqslant d,} co oznacza, że {\displaystyle a-qd\geqslant 0} i w dalszej kolejności {\displaystyle a-(q+1)d\geqslant 0,} co oznacza, że {\displaystyle a-(q+1)d} należy do {\displaystyle S,} a ponieważ {\displaystyle a-(q+1)d=r-d,} przy czym {\displaystyle d>0,} to {\displaystyle a-(q+1)d<r,} co przeczy założeniu, że {\displaystyle r} było najmniejszą liczbą nieujemną należącą do {\displaystyle S.}
- Jeżeli {\displaystyle d<0,} to {\displaystyle r\geqslant -d} oznacza, że {\displaystyle a-qd\geqslant -d,} co daje {\displaystyle a-qd+d\geqslant 0} i dalej {\displaystyle a-(q-1)d\geqslant 0,} więc {\displaystyle a-(q-1)d} należy do {\displaystyle S,} a ponieważ {\displaystyle a-(q-1)d=r+d,} gdzie {\displaystyle d<0,} to {\displaystyle a-(q-1)d<r,} co stanowi sprzeczność z założeniem, że {\displaystyle r} był najmniejszym nieujemnym elementem {\displaystyle S.}

W ten sposób dowiedziono, że {\displaystyle r>0} nie była w istocie najmniejszą nieujemną liczbą ze zbioru {\displaystyle S;} sprzeczność ta oznacza, że musi być {\displaystyle r<|d|,} co kończy dowód istnienia {\displaystyle q} oraz {\displaystyle r.}

### Jednoznaczność
Załóżmy istnienie takich liczb {\displaystyle q,q',r,r',} gdzie {\displaystyle 0\leqslant r,r'<|d|,} że {\displaystyle a=dq+r} oraz {\displaystyle a=dq'+r'.} Bez straty ogólności można założyć, że {\displaystyle q\leqslant q'} (jeśli jest odwrotnie, to liczby te można zamienić rolami).
Odejmując oba równania stronami otrzymuje się
{\displaystyle d(q-q')=(r-r').}
Jeżeli {\displaystyle d>0,} to {\displaystyle r'\geqslant r} oraz {\displaystyle r<d\leqslant d+r',} a stąd {\displaystyle (r-r')<d.} Podobnie dla {\displaystyle d<0} jest {\displaystyle r\leqslant r'} oraz {\displaystyle r<-d\leqslant -d+r,} co daje {\displaystyle -(r-r')<-d.} Łącząc obie te nierówności w jedną uzyskuje się {\displaystyle |r-r'|<|d|.}
Wyjściowe równanie zapewnia, że {\displaystyle |d|} jest dzielnikiem {\displaystyle |r-r'|,} stąd {\displaystyle |d|\leqslant |r-r'|} lub {\displaystyle |r-r'|=0.} Ponieważ dowiedziono już, że {\displaystyle |r-r'|<d,} to z trychotomii można wnioskować, że pierwsza możliwość nie może zachodzić, dlatego {\displaystyle r=r'.}
Podstawiając ten wynik do dwóch pierwszych równań daje {\displaystyle dq=dq',} a ponieważ {\displaystyle d\neq 0,} to musi być {\displaystyle q=q',} co dowodzi jednoznaczności.

## Uogólnienia
Jeśli {\displaystyle a} oraz {\displaystyle d\neq 0} są liczbami rzeczywistymi, to wykonalne jest dzielenie {\displaystyle a} przez {\displaystyle d} bez reszty, przy czym iloraz jest inną liczbą rzeczywistą. Jeśli jednak ograniczyć iloraz tak, by był liczbą całkowitą, to pojęcie reszty nadal okazuje się niezbędne; zachodzi wtedy odpowiednik twierdzenia o dzieleniu: istnieje jednoznacznie wyznaczony iloraz całkowity {\displaystyle q} oraz jednoznacznie wyznaczona reszta rzeczywista {\displaystyle r,} które spełniają {\displaystyle a=qd+r,} gdzie {\displaystyle 0\leqslant r<|d|;} wówczas
{\displaystyle r=a-d\left\lfloor {\tfrac {a}{d}}\right\rfloor ,}
gdzie {\displaystyle \lfloor \cdot \rfloor } oznacza część całkowitą.
Powyższe rozszerzenie pojęcia reszty na liczby rzeczywiste nie ma wielkiego znaczenia teoretycznego w matematyce, jednak definicję tę stosuje się w wielu językach programowania oraz systemach obliczeniowych; liczbę {\displaystyle r} wyznaczoną w powyższy sposób oznacza się czasami {\displaystyle a\ {\bmod {\ }}d,} przy czym przypadek szczególny {\displaystyle a\ {\bmod {\ }}1=a-\lfloor a\rfloor } odpowiada mantysie {\displaystyle \{a\}.}
Definicja reszty (w przypadku całkowitym, jak i rzeczywistym), oprócz równości {\displaystyle a=qd+r,} zawiera również nierówność {\displaystyle 0\leqslant r<|d|} zapewniającą jej jednoznaczność. Czasem spotyka się również nierówność {\displaystyle -|d|<r\leqslant 0,} przy czym ten wybór sprawia, że reszta ma ten sam znak, co dzielnik (w przeciwieństwie do poprzedniego, w którym reszta ma znak dzielnej); z tego powodu należy mieć na uwadze konwencję stosowaną w danym języku programowania, np. C99 i Pascal zwracają resztę o tym samym znaku co dzielna (wcześniej w języku C zależało to od implementacji), z kolei Perl oraz Python dają resztę o tym samym znaku, co dzielnik; język Ada umożliwia wybranie znaku reszty.
Z punktu widzenia teorii wybór między powyższymi nierównościami jest jednak kwestią gustu, gdyż dowolny warunek postaci {\displaystyle x<r\leqslant x+|d|,} czy też {\displaystyle x\leqslant r<x+|d|,} gdzie {\displaystyle x} jest stałą, gwarantuje jednoznaczność reszty. Zbiór reszt {\displaystyle {\bigl \{}0,1,\dots ,|d|-1{\bigr \}}} jest tak wybrany ze względu na jego wygodę: znak reszty jest zgodny ze znakiem dzielnika (co można zaobserwować w Przykładach); powyższe, w języku arytmetyki modularnej, oznacza, że zamiast wspomnianego zbioru można wykorzystać dowolny zbiór liczb całkowitych przystających do liczb z tego zbioru, a w języku teorii grup, iż każdy element tego zbioru powinien być reprezentantem innej warstwy (zob. grupa ilorazowa).